# Holland Tunnel
L'Holland Tunnel è un tunnel autostradale situato sotto il fiume Hudson, tra Manhattan e Jersey City, aperto al traffico il 12 novembre 1927. L'arteria che l'attraversa è l'Interstate 78. In origine, era conosciuto anche come Hudson River Vehicular Tunnel o Canal Street Tunnel, ed è uno dei due tunnel, insieme al Lincoln Tunnel, ad attraversare il fiume Hudson.
È dedicato a Clifford Milburn Holland, capo ingegnere del progetto morto prima del suo completamento, ed è stato designato nel 1993 come National Historic Landmark ed inserito nel National Register of Historic Places.

## Pedaggio
Il pedaggio è dovuto solo in direzione Est (veicoli in ingresso a Manhattan). Nelle ore non di punta, i veicoli dotati di EZ-pass (l'equivalente del Telepass italiano) usufruiscono di uno sconto.